# Hugo Egmont Hørring
Hugo Egmont Hørring, né le 17 août 1842 mort le 13 février 1909 à Copenhague, est un homme d'État danois. Il est Premier ministre du Danemark de mai 1897 à avril 1900.

## Biographie
En 1894 il est nommé ministre de l'intérieur. Le cabinet de Tage Reedtz-Thott ayant démissionné il est chargé de former un nouveau gouvernement. Il assume la fonction de premier ministre ainsi que celui de ministre des finances.